# Yilong Hu
Yilong Hu är en sjö i Kina. Den ligger i provinsen Yunnan, i den sydvästra delen av landet, omkring 160 kilometer söder om provinshuvudstaden Kunming. Yilong Hu ligger 1 412 meter över havet. Arean är 29,0 kvadratkilometer. I omgivningarna runt Yilong Hu växer huvudsakligen savannskog. Den sträcker sig 5,2 kilometer i nord-sydlig riktning, och 13,1 kilometer i öst-västlig riktning.
Genomsnittlig årsnederbörd är 1 016 millimeter. Den regnigaste månaden är juni, med i genomsnitt 198 mm nederbörd, och den torraste är februari, med 12 mm nederbörd.